# Министерство охраны окружающей среды, территориального планирования и строительства Хорватии
Министерство охраны окружающей среды, территориального планирования и строительства — министерство в правительстве Хорватии, которое отвечает за охрану окружающей среды и строительство.

## Подведомственные учреждения
- Агентство охраны окружающей среды
- Агентство по торговле на бирже недвижимости
- Государственная Геодезическая администрация
- Геодезический институт Хорватии